# Ruta Provincial 7 (San Juan)
La Ruta Provincial 7 es una carretera argentina, que se encuentra en el centro sur de la Provincia de San Juan. Su recorrido es de 23 kilómetros, teniendo como extremos la Avenida Libertador General San Martín, en el microcentro de la ciudad de San Juan y la Ruta Nacional 40. Tiene la particularidad de atravesar gran parte de la zona sur del aglomerado urbano del Gran San Juan.
Esta ruta circula de norte a sur. En los departamentos Rawson y Capital recibe el nombre de "calle Mendoza", mientras que en Pocito se la denomina"calle Joaquín Uñac".
Conecta la ciudad de San Juan con la importante localidad comercial de Villa Krause y con la ciudad cebecera de Pocito, Aberastain.
A lo largo de su recorrido se observa un paisaje completamente cultivado, con plantaciones de vides y olivos principalmente y urbano con una importante densidad de población, donde logra atravesar la zona sur del Gran San Juan, donde se desarrolla un importante actividad comercial. 
En zonas se encuentra frondosamente arbolada por eucaliptus y otras especies arbóreas, que son irrigados mediante una red de canales, cuyo uso principal es agrícola, debido a las escasas precipitaciones que presenta dicha región.

## Recorrido
Departamento Capital
Desde el kilómetro 0 a km 3
- San Juan kilómetro 0
- Trinidad km 2

Departamento Rawson
Desde el kilómetro 3 a km 6
- Villa Krause km 5

Departamento Pocito
Desde el kilómetro 6 a km 23
- Villa Nacusi km 7
- Aberastain km 14
- La Rinconada km 18